# 본즈 (래퍼)
"엘모 케네디 오 코너(Elmo Kennedy O'Connor)" (1994년 1월 11일 출생), "본즈(Bones)"로 알려져 있는 그는, 미시간주 출신의 미국의 래퍼, 싱어송라이터이다. 그는 음악 그륩 TeamSESH의 창시자이다.
오 코너는 이모랩과 트랩 메탈이라고 불리는 힙합 하위 장르에서 선구적인 일을 한 것으로 유명하다. 2010년 이후, 오 코너(Elmo Kennedy O'Connor)는 광범위한 음반을 발표했고 많은 팬층을 형성했다. 2019년 기준으로, 그는 80개 이상의 앨범, 믹스테이프, EP를 여러 개의 가명으로 발매했다.

## 생애
엘모 케네디 오 코너(Elmo Kennedy O'Connor)는 캘리포니아주 마린 카운티에서 의류 디자인을 하는 어머니와 웹 디자이너였던 아버지 사이에서 태어났다. 그의 외할아버지는 배우 로버트 컬프였다. 그의 가족은 뉴욕으로 이사하기 전에 캘리포니아의 뮤어 비치에서 살았다. 오 코너(O'Connor)가 7살이었을 때, 그의 가족은 미시간주 하웰로 이사했다. 오 코너(O'Connor)는 또한 그가 13살이었을 때 미네소타에서 2년 동안 살았다. 이 무렵 그는 동료 예술가인 자비에 울프, 크리스 트래비스, 에디 베이커를 온라인에서 만났다. 네 명의 예술가들은 나중에 함께 모여 집단 세스로워터보이즈(Seshollowaterboyz)를 결성했다.
그가 16살이었을 때 그는 하웰 고등학교(미시간주에 위치)를 중퇴하고 그의 형이자 현 감독인 엘리엇(Elliott)이 이미 살고 있던 로스앤젤레스로 이사했다.어린 나이에 부모와 떨어져 있음에도 불구하고 오코너는 "만약 내가 '아, 꿈의 부모가 무엇이 될까?'라는 책을 쓰려고 한다면, 나는 그들보다 더 나은 것을 만들 수 없다"고 말하며 그들을 긍정적으로 말한다. 그들이 하는 모든 것은 나를 사랑으로 샤워시키는 것이다. 무조건적인 사랑, 영원히." 오코너는 하웰을 주민들이 "그곳에서 태어나고 죽는다"고 묘사했다. 또한 "미시간주에서 가장 인종차별적인 마을들 중 하나"라고 불렀다.

## 음악적 커리어
오코너(O'Connor)는 그의 아버지가 아이맥 G3를 구입한 후 9살 때 처음으로 음악을 만들기 시작했다. 그는 사운드클라우드에서 힙합 악기들을 다운로드 받고 컴퓨터에 내장된 마이크를 사용하여 랩을 녹음했지만, 16살 때인 2010년이 되어서야 그는 "Th@ Kid"라는 가명으로 온라인에 음악을 발매하기 시작했다. 로스앤젤레스로 이주한 후, 오코너는 당시 반 해체된 레이더 클랜의 멤버였던 자비에 울프(Xavier Wulf), 크리스 트래비스(Chris Travis), 에디 베이커(Eddy Baker) 등 온라인에서 만난 다른 아티스트들과 연결했다. 그는 2012년에 공식적으로 이름을 본즈(Bones)로 개명한다.
2012년 7월 4일, 오 코너(O'Connor)는 본즈(Bones)라는 가명으로 데뷔 앨범을 발매했다. 2012년부터 2014년까지 그는 12개의 앨범을 발매했으며,2014년 컬럼바인 고등학교의 학살을 소재로 한 앨범 《Teen Witch》로 언론의 주목을 받기 전까지 활동했다. 《Teen Witch》에 이은 이 음반은 2014년 6월 9일 발매되었으며, 오코너의 음반 중 처음으로 《Complex Magazine》과 같은 주요 음악 출판물의 주목을 받았다. and The Fader그는 이 프로젝트를 "모순"과 "무서움(boundary-pushing)"이라고 이름 붙였다. 2014년 4월, 오코너는 팀 SSH의 프로듀서인 그레프와 함께 인디 록과 이모티콘과 스타일적인 유사성을 지닌 어쿠스틱 기타와 노래에 집중하지 않는 사이드 프로젝트인 "Surrenderdorothy"를 결성했다.비록 오코너가 그의 솔로 작품에서 이 스타일을 실험하지만, 항복 도로시는 훨씬 더 지배적인 특징을 가지고 있다. 2014년 이후로, 이 듀오는 6개의 EP를 투항 도로시로 발매했다.
오 코너는 2015년에 여러 장의 앨범을 업로드했다.2015년 3월 4일 하우스 오브 블루스에서 열린 그의 첫 번째 매진 쇼의 헤드라인을폰다 극장에서 일렉트로닉 아티스트인 슐로모를 위해 공연하기 전에 장식했다. 이후 오코너는 오코너의 곡 〈Dirt〉를 리믹스한 ASAP 로키의 〈Canal St〉에 출연했다. 이 노래는 나중에 오코너의 빌보드 차트에 첫 번째 피쳐링이 되었다. 본즈는 "지미 키멜 라이브!" 쇼에서 ASAP 록키와 함께 "캐널 세인트"를 공연했지만, 공연 도중 노래 가사 일부를 검열하지 않아 TV 방송에서는 제외되었다. 그 공연의 비디오는 온라인에서 이용할 수 있게 되었다.2015년 5월, 오코너와 그레프는 오레곤트레일이라는 세컨드 사이드 프로젝트에서 곡을 발표하기 시작했다. 이 프로젝트는 스타일상 투르멘도로시와 비슷하지만, "어두운" 톤과 "거칠한" 톤을 가진 것으로 알려져 있다. 또한 같은 이름의 오리건 트레일(1985년 비디오 게임)과 관련된 느슨한 서사를 따르고 있으며, 싱글들의 예술 작품에도 반영되어 있다. 2015년 이후, 이 듀오는 7개의 싱글을 오레곤트레일로 발매했다.

오코너는 2015년부터 2017년까지 10개의 앨범을 발매했다. .2016년, 그는 "Ricky A Go Go"라고 불리는 새로운 캐릭터로 음악을 발표하기 시작했다.그는 2017년에 다섯 번째 트랙을 이 캐릭터에 대한 사운드클라우드 계정에 업로드했다. 각 트랙에 대한 설명에는 이름이 다른 앨범의 싱글이라는 우스갯소리가 있으며, 이 앨범들 중 어떤 것도 발매되지 않았다. 이 곡들은 디스코, 펑크, 또는 신스웨이브 프로덕션 스타일로 노래 보컬이 있다. "카운트다운"이라는 제목의 여섯 번째 트랙이 있는데, 이 트랙은 이 계정에는 없지만 몇몇 다른 사용자가 업로드했습니다. 이 트랙은 "Sesh Radio: "Volume 3"는 그의 "Payed Programming 2" 프로젝트의 마지막 트랙이다. 이것이 그 캐릭터의 공식 데뷔였다. 리키 어 고고 페르소나는 본즈 디스코그래피에서 다양한 프로젝트에 여러 다른 트랙에 출연했는데, 가장 두드러지는 것은 드류 더 아키텍트와 함께 작업한 《Damaged Goods》이다. 하지만, 이 곡들의 대부분은 여전히 본즈(Bones)가 아티스트라고 믿고 있다.
2018년 1월 19일, 오코너는 런던 KOKO에서 공연을 했고, 데드보이 투어라고 불리는 그의 첫 유럽 투어를 시작했다.그것은 그를 독일, 우크라이나, 러시아, 이탈리아와 같은 국가로 데려갔다.
오코너는 자비에 울프(Xavier Wulf), 에디 베이커(Eddy Baker)와 함께 Seshollowaterboyz(세스홀로이터보이즈)의 창립 멤버이다. 이 그룹의 이름은 자신들의 음반 레이블인 TeamSESH, Hollow Squad, 워터보이즈(Waterboyz)와 헬시보이즈(Healthy Boyz)의 매쉬업이다. 그들은 2015년 11월 13일 캘리포니아 산타 아나에 있는 천문대와 같은 주목할 만한 장소에서 공연을 했다. 2016년 1월 30일 로스앤젤레스에서 마이크로소프트의 노보(Novo)가 발매되었다. 크리스 트래비스(Chris Travis)는 이 그룹의 창립 멤버였으나 2019년에 탈퇴했다.

## 음악 스타일과 영향
비록 오코너는 종종 이모랩 하위 장르의 선구자 중 한 명으로 여겨지지만, 오코너는 클라우드 랩(cloud rap), 실험적인 힙합(experimental hip-hop), 그리고 "그림자 랩(shadow rap)"으로 특징지어졌지만, 랩, 노래, 소리지르는 것에서부터 다양한 프로듀싱과 보컬 스타일을 보여주는 그의 현재 음악보다 특별한 장르가 없다고 말했다. 오코너의 초기 음악은 훨씬 더 미래적이다.(그리고 종종 Space Ghost Purrp의 음악과 비교된다.)) 오코너의 노래는 그런지(grunge)와 이모(emo)에 비유되었고, 그의 랩은 호러코어(horrorcore)와 이모(emo)와 같은 하위 장르에 비유되었다. 그는 또한 트랩 메탈의 초기 개척자로 여겨진다.
오코너는 인터뷰에서 마빈 게이, 어스, 윈드 & 파이어, 부치 콜린스, 스티비 닉스, 조니 미첼을 영향력으로 언급했지만 자신의 음악적 영향에 대해서는 거의 언급하지 않았다. 음악 경력을 쌓으면서 오코너는 언더그라운드 힙합이 새로운 스타일로 발전하는 것을 도왔고 "인터넷 시대의 가장 영향력 있는 언더그라운드 아티스트 중 한 명"으로 주목받았다.

## 디스코그래피

### 스튜디오 앨범
| WhiteRapper (Th@ Kid로 발매)                    | - 발매: 2012년 7월 4일 - 레이블: Self Released - 형식: 디지털 다운르드        |
| TypicalRapShit (Th@ Kid로 발매)                 | - 발매: 2012년 9월 26일 - 레이블: Self Released - 형식: 디지털 다운로드       |
| BLVCKNWHITE (Th@ Kid로 발매, Grandmilly와 함께) | - 발매: 2012년 11월 21일 - 레이블: Self Released - 형식: 디지털 다운로드      |
| Bones                                           | - 발매: 2012년 11월 1일 - 레이블: TeamSESH - 형식: 디지털 다운로드            |
| LivingLegend                                    | - 발매: 2013년 11월 1일 - 레이블: TeamSESH - 형식: 디지털 다운로드            |
| Saturn                                          | - 발매: 2013년 2월 13일 - 레이블: TeamSESH - 형식: 디지털 다운로드            |
| Teenager                                        | - 발매: 2013년 3월 31일 - 레이블: TeamSESH - 형식: 디지털 다운로드            |
| ダサい (Lame) (Xavier Wulf와 함께)              | - 발매: 2013년 6월 6일 - 레이블: TeamSESH - 형식: 디지털 다운로드             |
| Creep                                           | - 발매: 2013년 6월 8일 - 레이블: TeamSESH - 형식: 디지털 다운로드             |
| Scumbag                                         | - 발매: 2013년 8월 8일 - 레이블: TeamSESH - 형식: 디지털 다운로드, 스트리밍   |
| Cracker                                         | - 발매: 2013년 9월 28일 - 레이블: TeamSESH - 형식: 디지털 다운로드, 스트리밍  |
| PaidProgramming                                 | - 발매: 2013년 11월 1일 - 레이블: TeamSESH - 형식: 디지털 다운로드, 스트리밍  |
| UndergroundGods (Na$ty Matt와 함께)             | - 발매: 2013년 11월 26일 - 레이블: TeamSESH - 형식: 디지털 다운로드           |
| DeadBoy                                         | - 발매: 2014년 11월 24일 - 레이블: TeamSESH - 형식: 디지털 다운로드, 스트리밍 |
| TeenWitch                                       | - 발매: 2014년 2월 24일 - 레이블: TeamSESH - 형식: 디지털 다운로드, 스트리밍  |
| Garbage                                         | - 발매: 2014년 6월 8일 - 레이블: TeamSESH - 형식: 디지털 다운로드, 스트리밍   |
| Skinny                                          | - 발매: 2014년 9월 1일 - 레이블: TeamSESH - 형식: 디지털 다운로드, 스트리밍   |
| Rotten                                          | - 발매: 2014년 11월 2일 - 레이블: TeamSESH - 형식: 디지털 다운로드, 스트리밍  |
| SongsThatRemindYouOfHome (Dylan Ross와 함께)    | - 발매: 2015년 2월 15일 - 레이블: TeamSESH, Handzum - 형식: 디지털 다운로드   |
| Powder                                          | - 발매: 2015년 8월 11일 - 레이블: TeamSESH - 형식: 디지털 다운로드, 스트리밍  |
| Banshee                                         | - 발매: 2015년 8월 21일 - 레이블: TeamSESH - 형식: 디지털 다운로드, 스트리밍  |
| HermitOfEastGrandRiver                          | - 발매: 2015년 10월 30일 - 레이블: TeamSESH - 형식: 디지털 다운로드, 스트리밍 |
| Useless                                         | - 발매: 2016년 2월 7일 - 레이블: TeamSESH - 형식: 디지털 다운로드, 스트리밍   |
| PaidProgramming2                                | - 발매: 2016년 7월 24일 - 레이블: TeamSESH - 형식: 디지털 다운로드, 스트리밍  |
| GoodForNothing                                  | - 발매: 2016년 10월 16일 - 레이블: TeamSESH - 형식: 디지털 다운로드, 스트리밍 |
| SoftwareUpdate1.0                               | - 발매: 2016년 11월 5일 - 레이블: TeamSESH - 형식: 디지털 다운로드, 스트리밍  |
| Disgrace                                        | - 발매: 2017년 1월 11일 - 레이블: TeamSESH - 형식: 디지털 다운로드, 스트리밍  |
| Unrendered                                      | - 발매: 2017년 8월 20일 - 레이블: TeamSESH - 형식: 디지털 다운로드, 스트리밍  |
| NoRedeemingQualities                            | - 발매: 2017년 6월 7일 - 레이블: TeamSESH - 형식: 디지털 다운로드, 스트리밍   |
| Failure                                         | - 발매: October 2, 2017 - 레이블: TeamSESH - 형식: 디지털 다운로드, 스트리밍  |
| Carcass (СКЕЛЕТ)                                | - 발매: 2017년 12월 23일 - 레이블: TeamSESH - 형식: 디지털 다운로드, 스트리밍 |
| Augmented (cat soup와 함께)                     | - 발매: 2018년 8월 20일 - 레이블: TeamSESH - 형식: 디지털 다운로드, 스트리밍  |
| LivingSucks                                     | - 발매:2018년 8월 13일 - 레이블: TeamSESH - 형식: 디지털 다운로드, 스트리밍   |
| TheManInTheRadiator                             | - 발매:2018년 11월 1일 - 레이블: TeamSESH - 형식: 디지털 다운로드, 스트리밍   |
| SparrowsCreek (Eddy Baker와 함께)               | - 발매: 2019년 2월 19일 - 레이블: TeamSESH - 형식: 디지털 다운로드, 스트리밍  |
| UnderTheWillowTree                              | - 발매: 2019년 6월 3일 - 레이블: TeamSESH - 형식: 디지털 다운로드, 스트리밍   |
| KickingTheBucket                                | - 발매: 2019년 8월 30일 - 레이블: TeamSESH - 형식: 디지털 다운로드, 스트리밍  |
| IFeelLikeDirt                                   | - 발매: 2019년 11월 29일 - 레이블: TeamSESH - 형식: 디지털 다운로드, 스트리밍 |
| OFFLINE                                         | - 발매: 2020년 2월 24일 - 레이블: TeamSESH - 형식: 디지털 다운로드, 스트리밍  |
| BRACE (Xavier Wulf와 함께)                      | - 발매: 2020년 3월 2일 - 레이블: TeamSESH - 형식: 디지털 다운로드, 스트리밍   |
| DamagedGoods (drew the architect와 함께)        | - 발매: 2020년 8월 20일 - 레이블: TeamSESH - 형식: 디지털 다운로드, 스트리밍  |
| REMAINS (Lyson와 함께)                          | - 발매: 2020년 5월 30일 - 레이블: TeamSESH - 형식: 디지털 다운로드, 스트리밍  |
| FromBeyondTheGrave                              | - 발매: 2020년 11월 6일 - 레이블: TeamSESH - 형식: 디지털 다운로드, 스트리밍  |
| BURDEN                                          | - 발매: 2021년 1월 19일 - 레이블: TeamSESH - 형식: 디지털 다운로드, 스트리밍  |
| PushingUpDaisies (Deergod와 함께)               | - 발매: 2021년 3월 23일 - 레이블: TeamSESH - 형식: 디지털 다운로드, 스트리밍  |
| InLovingMemory                                  | - 발매: 2021년 6월 18일 - 레이블: TeamSESH - 형식: 디지털 다운로드, 스트리밍  |
| ForbiddenImage (Cat Soup와 함께)                | - 발매: 2021년 10월 15일 - 레이블: TeamSESH - 형식: 디지털 다운로드, 스트리밍 |
| SCRAPS (Lyson와 함께)                           | - 발매: 2021년 11월 26일 - 레이블: TeamSESH - 형식: 디지털 다운로드, 스트리밍 |

### EP
| Dreamcatcher (Th@ Kid로 발매)                     | - 발매: 2011년 6월 2일 - 레이블: TeamSESH - 형식: 디지털 다운로드            |
| Attaboy (Th@ Kid로 발매)                          | - 발매: 2011년 8월 4일 - 레이블: TeamSESH - 형식: 디지털 다운로드            |
| Midnight:12 AM (Th@ Kid로 발매)                   | - 발매: 2011년 10월 14일 - 레이블: TeamSESH - 형식: 디지털 다운로드          |
| Caves (Xavier Wulf와 함작)                        | - 발매: 2013년 12월 14일 - 레이블: TeamSESH - 형식: 디지털 다운로드          |
| SeaBeds (Chris Travis와 함작)                     | - 발매: 2014년 1월 29일 - 레이블: TeamSESH - 형식: 디지털 다운로드           |
| WeNeverAskedForThis (Surrenderdorothy로 발매)     | - 발매: 2014년 4월 27일 - 레이블: TeamSESH - 형식: 디지털 다운로드           |
| NobodyWantsMe (Surrenderdorothy로 발매)           | - 발매: 2014년 7월 24일 - 레이블: TeamSESH - 형식: 디지털 다운로드, 스트리밍 |
| ItsTheLeastWeCanDo (Surrenderdorothy로 발매)      | - 발매: 2014년 2월 9일 - 레이블: TeamSESH - 형식: 디지털 다운로드, 스트리밍  |
| SoThereWeStood                                    | - 발매: 2015년 1월 5일 - 레이블: TeamSESH - 형식: 디지털 다운로드, 스트리밍  |
| ItsTheThoughtThatCounts (Surrenderdorothy로 발매) | - 발매: 2015년 2월 9일 - 레이블: TeamSESH - 형식: 디지털 다운로드, 스트리밍  |
| YouShouldHaveSeenYourFace                         | - 발매: 2015년 5월 20일 - 레이블: TeamSESH - 형식: 디지털 다운로드, 스트리밍 |
| HateToBreakItToYou (Drip-133와 함께)              | - 발매: 2015년 6월 8일 - 레이블: TeamSESH - 형식: 디지털 다운로드, 스트리밍  |
| Frayed                                            | - 발매: 2015년 9월 2일 - 레이블: TeamSESH - 형식: 디지털 다운로드, 스트리밍  |
| ItsDifferentNow (Surrenderdorothy와 함께)         | - 발매: 2015년 11월 7일 - 레이블: TeamSESH - 형식: 디지털 다운로드, 스트리밍 |
| Slán                                              | - 발매: 2016년 1월 2일 - 레이블: TeamSESH - 형식: 디지털 다운로드, 스트리밍  |
| NetworkUnknown                                    | - 발매: 2017년 11월 1일 - 레이블: TeamSESH - 형식: 디지털 다운로드, 스트리밍 |
| BreathingExcercise (Surrenderdorothy와 함께)      | - 발매: 2018년 7월 30일 - 레이블: TeamSESH - 형식: 디지털 다운로드, 스트리밍 |
| PermanentFrown (CurtisHeron와 함께)               | - 발매: 2018년 7월 2일 - 레이블: TeamSESH - 형식: 디지털 다운로드, 스트리밍  |

### 리키 아 고

#### 싱글
- The Whisper of Sweet Nothings
- On the Run
- You Are My Everything
- Every Night
- Stranger
- You Know I Want You
- Death Train

### 항복 도로시

#### 믹스테잎
- breathingexercise
- justwhatthedoctorordered
- julyrent

#### 싱글
- Human for a Day
- It All Comes Together in the Final Act
- Sitting in the Car
- No Place Like Home
- Sometimes I Don't Understand
- Like the Back of My Hand
- Caught between the Seats
- What Great Eyes You Have
- Drop Everything

### 오렌지트레일 w / 그리프 (Oregontrail w/ Greaf)

#### 싱글
- Goodbye for Now
- If All Else Fails
- We Have Been Keeping Quite Busy
- I Admit, It Has Not Been Easy
- Till the Whites of My Eyes Dry Out
- We Fought the Good Fight
- Ford the River
- Second Hand Pain

### 더 키드(The kid)

#### 믹스테잎
- A Day At the Getty
- Young Dumb Fuck
- 1 Million Blunts

#### 컴필레이션 음반
- Marble

#### 싱글
- Slaughta